# Scandinavian Airlines
Hãng hàng không Scandinavia (tên tiếng Anh: Scandinavian Airlines System, thường viết tắt là SAS; mã IATA: SK; mã ICAO: SAS) là hãng hàng không đa quốc gia của ba nước gồm  Đan Mạch, Thụy Điển, Na Uy. Hãng hàng không Scandinavia được thành lập ngày 1 tháng 8 năm 1946 bởi Công ty hàng không Đan Mạch (Det Danske Luftfartselskab A/S), Công ty hàng không liên lục địa Thụy Điển (Svensk Interkontinental Lufttrafik AB) và Công ty hàng không Na Uy (Det Norske Luftfartselskap AS).
Hãng hàng không Scandinavia có trụ sở chính tại Frösunda (Solna, bắc Stockholm), sử dụng Phi trường Copenhagen và Phi trường Stockholm-Arlanda làm phi trường căn cứ (airlines hub). Năm 2006, hàng hàng không này chuyên chở hơn 25 triệu lượt khách (không kể các công ty hàng không phụ thuộc trong Tập đoàn SAS).
Năm 1997, SAS là thành viên của liên minh hàng không Star Alliance.
 AirFrance-KLM  cùng với chính phủ đã đầu tư 19,9% cổ phần vào SAS. SAS sẽ rời  Star Alliance và sẽ gia nhập  SkyTeam trong năm 2024.
Năm 2017, SAS đã vận chuyển 28,6 triệu lượt hành khách, đạt doanh thu 40 tỷ Krona Thụy Điển. Điều này khiến nó trở thành hãng hàng không lớn thứ tám ở châu Âu và lớn nhất ở Đan Mạch và Thụy Điển. Đội bay của SAS bao gồm 180 máy bay bao gồm các máy bay Airbus A319, Airbus A320, Airbus A320neo, Airbus A321, Airbus A330, Airbus A340, Airbus A350 và Boeing 737 NG, SAS cũng cho thuê máy bay các máy bay Airbus A320neo, ATR 72 và Bombardier CRJ900.

## Lịch sử
Khi mới thành lập, hãng được các chính phủ góp vốn như sau: Đan Mạch 2/7 (tức 28,6%), Na Uy 2/7 (28,6%), Thụy Điển 3/7 (42,8%). Ngày nay chính phủ Đan Mạch chỉ có 14,3%, chính phủ Na Uy 14,3%, chính phủ Thụy Điển 21,4% cộng chung là 50%. Số 50% vốn còn lại là do các nhà đầu tư mua cổ phần. Mục đích ban đầu khi thành lập, hãng nhắm khai thác các tuyến đường xa với tên Overseas SAS (Hệ hàng không Scandinavia hải ngoại). Cùng năm, hãng đưa loại máy bay Douglas DC-4 vào sử dụng. Hai năm sau - năm 1948 - hãng lập các tuyến bay châu Âu gọi là European SAS (Hệ hàng không Scandinavia châu Âu). Tới năm 1951, hãng nhập chung hai tuyến đường này. Năm 1954, Hãng hàng không Scandinavia là hãng hàng không đầu tiên trên thế giới mở đường bay xuyên cực từ Copenhagen qua Søndre Strømfjord (Greenland), Winnipeg (Canada) tới Los Angeles, California (Hoa Kỳ) bằng máy bay DC-6. Tuyến đường này rất được các ngôi sao điện ảnh, các nhà sản xuất phim ở Hollywood và các du khách Hoa Kỳ thời đó ưa chuộng, mỗi khi du hành qua châu Âu.
Năm 1957, hãng mở thêm tuyến đường Copenhagen - Anchorage, (Alaska) - Tokyo, làm giảm giờ bay giữa châu Âu và Nhật Bản từ 50 giờ xuống còn 32 giờ. Năm 1959, hãng đưa máy bay phản lực vào sử dụng (loại máy bay Caravelle của Pháp). Năm 1971, hãng đưa máy bay Boeing 747 vào sử dụng.
Dần dần hãng kiểm soát được các thị trường nội địa của 3 nước bằng cách mua toàn phần hoặc từng phần các hãng hàng không địa phương, kể cả Braathens Airlines, Widerøe của Na Uy, các hãng Linjeflyg, Skyways Express của Thụy Điển và Cimber Air của Đan Mạch.
Năm 1989, hãng hàng không Scandinavia mua 18,4% cổ phần của Texas Air Corporation (công ty mẹ của Continental Airlines) nhằm tạo liên minh toàn cầu (nhưng sau đó hãng đã bán cổ phần của mình). Trong thập niên 1990, hãng cũng mua 20% cổ phần của công ty British Midland (BMI), cùng với hãng Lufthansa làm chủ 49,9% vốn của hãng này. Hãng cũng mua 94,9% cổ phần của Spanair, hãng hàng không lớn thứ nhì Tây Ban Nha và 37,5% cổ phần hãng Air Greenland.
Tháng 5 năm 1997, hãng hàng không Scandinavia cùng với Air Canada, Lufthansa, Thai Airways International và United Airlines lập ra Star Alliance.
Tháng 6 năm 2001 hãng thay đổi cơ cấu sở hữu chủ: Thụy Điển 21,4%, Đan Mạch 14,3% và Na Uy 14,3%. Số 50% còn lại do các nhà đầu tư mua tại các thị trường chứng khoán.
Năm 2004, hãng chia ra thành các công ty độc lập như sau: SAS Scandinavian Airlines Sverige AB, SAS Scandinavian Airlines Danmark A/S, SAS Braathens AS, SAS Scandinavian International AS.

## Trụ sở chính
Đặt tại tòa nhà văn phòng SAS Frösundavik ở Brunnsviken (Thụy Điển), tòa nhà được xây từ năm 1985 và hoàn thành năm 1987 do Niels Torp AS thiết kế. Từ năm 2011-2013 trụ sở chính đặt tại Sân bay Stockholm-Arlanda thành phố Sigtuna (Thụy Điển). Trụ sở chính của SAS Cargo đặt tại Tårnby Municipality (Thụy Điển).

## Các công ty hàng không trực thuộc
- SAS International, đảm nhiệm các chuyến bay đường dài liên lục địa từ 2 phi trường Copenhagen và phi trường Stockholm. Hãng này cũng đảm nhiệm mọi đơn vị bán vé, bán hàng ở ngoài vùng Scandinavia. Công ty này có khoảng 900 nhân viên.
- SAS Danmark, đảm nhiệm các chuyến bay nội địa và các chuyến bay từ Copenhagen tới các nước châu Âu cùng các đơn vị bán vé ở Đan Mạch. Công ty này có khoảng 2.800 nhân viên.
- SAS Sverige, đảm nhiệm các chuyến bay nội địa và các chuyến bay từ Stockholm tới các nước châu Âu, cùng các đơn vị bán vé ở Thụy Điển. Công ty này có khoảng 2.500 nhân viên.
- SAS Norge (gồm cả công ty Braathens airlines, lúc đầu gọi là SAS Braathens, tới năm 2007 đổi thành Scandinavian Airlines Norge) đảm nhiệm các chuyến bay nội địa và các chuyến bay từ Na Uy tới các nước châu Âu, cùng các đơn vị bán vé ở Na Uy. Công ty này có khoảng 3.500 nhân viên.
- SAS Business Opportunities kinh doanh các lãnh vực Fligtshop, Fly & Stay, Marketing Partnerships, Travel Related Partnerships, Licensing.

## Thỏa thuận liên danh
- Aegean Airlines
- Air Canada
- Air China
- AirBaltic
- All Nippon Airways
- Asiana Airlines
- Austrian Airlines
- Croatia Airlines
- EgyptAir
- Ethiopian Airlines
- Etihad Airways
- Icelandair
- LOT Polish Airlines
- Lufthansa
- Luxair
- Singapore Airlines
- South African Airways
- Swiss International Air Lines
- Thai Airways
- Turkish Airlines
- United Airlines
- Widerøe

## Đội bay

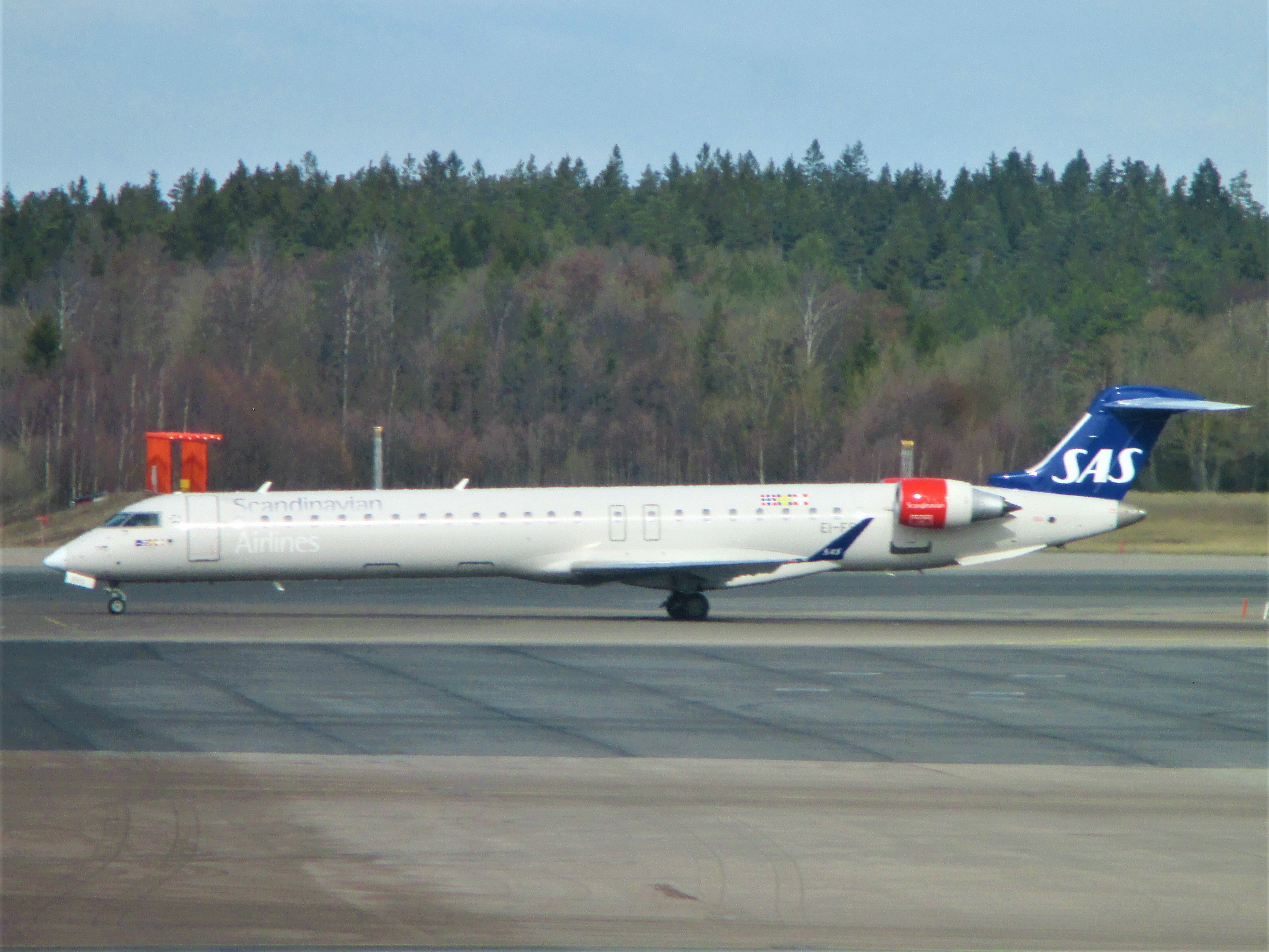
Một chiếc CRJ 900 của hãng.

Tính đến tháng 6/2021:
| Máy bay           | Đang vận hành | Đặt hàng | Hành khách | Hành khách | Hành khách | Hành khách | Ghi chú                                     |
| Máy bay           | Đang vận hành | Đặt hàng | C          | Y          | M          | Tổng       | Ghi chú                                     |
| ----------------- | ------------- | -------- | ---------- | ---------- | ---------- | ---------- | ------------------------------------------- |
| Airbus A319-100   | 4             | —        | —          | —          | 150        | 150        |                                             |
| Airbus A320-200   | 11            | —        | —          | —          | 168        | 168        |                                             |
| Airbus A320neo    | 39            | 35       | —          | —          | 180        | 180        | Giao hàng đến năm 2025                      |
| Airbus A321-200   | 8             | —        | —          | —          | 200        | 200        |                                             |
| Airbus A321LR     | 1             | 2        | 22         | 12         | 123        | 157        | Giao hàng đến năm 2021                      |
| Airbus A330-300   | 9             | —        | 32         | 56         | 174        | 262        |                                             |
| Airbus A330-300   | 9             | —        | 32         | 56         | 178        | 266        |                                             |
| Airbus A350-900   | 5             | 3        | 40         | 32         | 228        | 300        | Giao hàng đến năm 2023                      |
| Boeing 737-700    | 17            | —        | —          | —          | 141        | 141        |                                             |
| Boeing 737-800    | 17            | —        | —          | —          | 183        | 183        | 3 chiếc sơn logo Star Alliance              |
| Đội bay thuê ướt  |               |          |            |            |            |            |                                             |
| Airbus A320neo    | 6             | —        | —          | —          | 180        | 180        | Khai thác bởi Scandinavian Airlines Ireland |
| ATR 72-600        | 7             | —        | —          | —          | 70         | 70         | Khai thác bởi Xfly                          |
| Bombardier CRJ900 | 8             | 1        | —          | —          | 90         | 90         | Khai thác bởi CityJet                       |
| Bombardier CRJ900 | 3             | 1        | —          | —          | 88         | 88         | Khai thác bởi Xfly                          |
| Tổng cộng         | 135           | 41       |            |            |            |            |                                             |

### Kế hoạch phát triển đội tàu bay

#### Chặng bay ngắn và trung bình
Vào ngày 20/6/2011, SAS thông báo đặt hàng 30 máy bay Airbus A320neo mới như một phần của kế hoạch hài hòa đội bay của mình. Mục tiêu đã nêu của SAS là có một đội bay toàn Airbus tại các căn cứ của mình ở Stockholm và Copenhagen vào năm 2019, với đội bay hỗn hợp Airbus A320neo và Airbus A320ceo hoạt động tại cả hai căn cứ. Căn cứ ở Oslo sau đó sẽ hoạt động chủ yếu là máy bay Boeing 737-800, với một vài chiếc Boeing 737-700 cũng được giữ lại. Những chiếc Boeing 737-600 cũ hơn, nhỏ hơn sẽ được thanh lý vào năm 2019. Chiếc đầu tiên của đơn đặt hàng Airbus A320neo đã được giao vào tháng 10 năm 2016. Vào tháng 4 năm 2018, SAS thông báo đặt hàng thêm 50 chiếc Airbus A320neo để thay thế tất cả Boeing 737 và những chiếc Airbus A320ceo cũ hơn đang phục vụ như một phần của mục tiêu có một đội bay toàn Airbus vào năm 2023.

#### Chặng bay đường dài
Vào ngày 25 tháng 6 năm 2013, SAS và Airbus đã ký Biên bản ghi nhớ trong đó SAS dự định mua 12 máy bay thế hệ mới, trong đó có 6 phương án. Thỏa thuận bao gồm tám chiếc Airbus A350-900 với sáu lựa chọn và bốn chiếc Airbus A330. Máy bay đường dài mới đầu tiên đi vào hoạt động sẽ là Airbus A330, ban đầu được lên kế hoạch thay thế những chiếc Airbus A340-300 đã cũ vào năm 2015 khi các hợp đồng cho thuê trên các máy bay này hết hạn. Thay vào đó, SAS đã gia hạn các hợp đồng cho thuê để có thể mở rộng đội bay đường dài và sử dụng Airbus A330 mới để bổ sung thêm nhiều điểm đến đường dài vào mạng lưới của mình. Airbus A350-900 dự kiến sẽ đi vào hoạt động vào tháng 11 năm 2019. SAS đã gọi đây là "sự đổi mới toàn bộ đội bay đường dài", cho biết rằng tất cả các máy bay Airbus A340 và Airbus A330 cũ sẽ được thay thế, mặc dù việc đổi mới toàn bộ cũng có thể đề cập đến nội thất mới trong đội bay đường dài.

## Nhận diện thương hiệu
Vào tháng 9 năm 2019, SAS đã ra mắt thương hiệu hoàn toàn mới, ban đầu sẽ được ra mắt trên một chiếc Airbus A350 và một chiếc Airbus A320neo, trước khi dần dần được triển khai cho toàn đội bay. Hãng dự kiến toàn bộ đội bay sẽ được sơn lại vào năm 2024. Thân máy bay được giữ màu be nhạt với biểu tượng "SAS" màu bạc được hiển thị nổi bật trên chiều cao của phần phía trước. Bộ ổn định ngang và các bộ phận liền kề của thân máy bay có màu xanh lam với logo SAS màu trắng hiển thị trên bộ ổn định. Vùng màu xanh lam trên thân sau kéo dài về phía trước theo một đường cong. Bộ ổn định dọc có màu be (ngoại trừ máy bay ATR 72 có màu xanh lam). Cánh con cũng có màu xanh lam. Vỏ động cơ có màu be với một sọc xanh dọc ở phía trước và có chữ "Scandinavian" màu xanh lam. "Scandinavian" bằng chữ cái lớn màu xanh lam cũng được hiển thị trên phần dưới của máy bay.
SAS còn có một chiếc Airbus A319 với màu sơn cổ điển; hai chiếc Boeing 737 và một chiếc Airbus A340 với màu sơn Star Alliance.

## Chương trình EuroBonus
Năm 1991, Hãng hàng không Scandinavia đưa ra chương trình Eurobonus dành cho các khách hàng trung thành của hãng. Hành khách nào du hành bằng máy bay của hãng một số lần do hãng ấn định, sẽ được hưởng một số điểm để tính giảm giá vé hoặc được miễn phí.